# Premyer Liqası 2022-2023
La Premyer Liqasi 2022-2023 è stata la 31ª edizione della massima serie del campionato azero di calcio. È iniziata il 6 agosto 2022 e terminata il 28 maggio 2023. Il Qarabağ era la squadra campione in carica che si è confermata campione per la seconda volta di fila, la decima totale della sua storia.

## Novità
Dalla stagione precedente non vi è stata alcuna retrocessione. Dalla Birinci Divizionu sono state ammesse Kəpəz e Turan Tovuz.
Il Keşlə ha cambiato denominazione, diventando Şamaxı.

## Formula
Le 10 squadre partecipanti si affrontano in un girone all'italiana con due partite di andata e due di ritorno, per un totale di 36 giornate. La squadra prima classificata è dichiarata campione di Azerbaigian ed è ammessa al primo turno di qualificazione della UEFA Champions League 2022-2023. La seconda e la terza classificata, assieme alla vincitrice della coppa nazionale, sono ammesse al secondo turno di qualificazione della UEFA Europa Conference League 2022-2023. L'ultima classificata retrocede direttamente in Birinci Divizionu.

## Squadre partecipanti
| Club        | Città    | Stadio                  | Stagione precedente            |
| ----------- | -------- | ----------------------- | ------------------------------ |
| Kəpəz       | Gəncə    | Gəncə City Stadium      | 6º posto in Birinci Divizionu  |
| Neftçi Baku | Baku     | Bakcell Arena           | 2º posto in Premyer Liqası     |
| Qarabağ     | Ağdam    | Azərsun Arena (Baku)    | Campione di Azerbaigian        |
| Qəbələ      | Qəbələ   | Gabala City Stadium     | 4º posto in Premyer Liqası     |
| Sabah       | Baku     | Alinja Arena            | 5º posto in Premyer Liqası     |
| Şamaxı      | Baku     | ASK Arena               | 7º posto in Premyer Liqası     |
| Səbail      | Baku     | Bayil Arena             | 8º posto in Premyer Liqası     |
| Sumqayıt    | Sumqayıt | Kapital Bank Arena      | 6º posto in Premyer Liqası     |
| Turan Tovuz | Tovuz    | Tovuz City Stadium      | 10º posto in Birinci Divizionu |
| Zirə        | Baku     | Zirə Olimpiya Kompleksi | 3º posto in Premyer Liqası     |

## Classifica finale
|                        | Pos. | Squadra     | Pt | G  | V  | N  | P  | GF | GS | DR  |
| ---------------------- | ---- | ----------- | -- | -- | -- | -- | -- | -- | -- | --- |
| Azerbaigian (bandiera) | 1.   | Qarabağ     | 90 | 36 | 28 | 6  | 2  | 91 | 25 | +66 |
|                        | 2.   | Sabah       | 81 | 36 | 25 | 6  | 5  | 75 | 24 | +51 |
|                        | 3.   | Neftçi Baku | 65 | 36 | 20 | 8  | 8  | 63 | 38 | +24 |
|                        | 4.   | Qəbələ      | 50 | 36 | 13 | 11 | 12 | 47 | 47 | 0   |
|                        | 5.   | Zirə        | 50 | 36 | 13 | 11 | 12 | 45 | 46 | -1  |
|                        | 6.   | Turan Tovuz | 39 | 36 | 10 | 9  | 16 | 36 | 49 | -13 |
|                        | 7.   | Sumqayıt    | 31 | 36 | 8  | 7  | 21 | 26 | 70 | -44 |
|                        | 8.   | Kəpəz       | 31 | 36 | 6  | 13 | 17 | 34 | 62 | -28 |
|                        | 9.   | Səbail      | 29 | 36 | 7  | 8  | 21 | 32 | 62 | -30 |
|                        | 10.  | Şamaxı      | 25 | 36 | 4  | 13 | 19 | 26 | 52 | -26 |

Legenda:
      Campione d'Azerbaigian e ammessa alla UEFA Champions League 2022-2023
      Ammesse alla UEFA Europa Conference League 2022-2023
      Retrocessa in Birinci Divizionu 2022-2023
Note:
Tre punti per la vittoria, uno per il pareggio, zero per la sconfitta.
La classifica viene stilata secondo i seguenti criteri:
- Punti conquistati
- Punti conquistati negli scontri diretti
- Differenza reti negli scontri diretti
- Reti realizzate negli scontri diretti
- Reti realizzate in trasferta negli scontri diretti (solo tra due squadre)
- Differenza reti generale
- Reti totali realizzate

## Risultati

### Partite (1-18)
|             | Nef  | Qar  | Qəb  | Kəp  | Sab  | Şam  | Səb  | Sum  | Tur  | Zir  |
| ----------- | ---- | ---- | ---- | ---- | ---- | ---- | ---- | ---- | ---- | ---- |
| Neftçi Baku | –––– | 0-4  | 2-0  | 5-2  | 2-3  | 3-0  | 3-1  | 3-0  | 0-0  | 2-1  |
| Qarabağ     | 3-1  | –––– | 1-0  | 3-1  | 4-3  | 4-0  | 3-1  | 3-1  | 3-0  | 0-0  |
| Qəbələ      | 1-2  | 0-1  | –––– | 1-1  | 0-2  | 3-1  | 2-1  | 1-0  | 0-0  | 1-0  |
| Kəpəz       | 0-2  | 0-1  | 0-3  | –––– | 2-2  | 2-1  | 3-0  | 0-1  | 0-0  | 1-2  |
| Sabah       | 2-1  | 0-0  | 2-1  | 5-0  | –––– | 1-1  | 0-0  | 3-0  | 3-1  | 1-0  |
| Şamaxı      | 0-1  | 0-4  | 1-1  | 1-1  | 0-1  | –––– | 1-1  | 4-2  | 0-1  | 0-0  |
| Səbail      | 0-2  | 0-3  | 1-2  | 4-1  | 0-2  | 0-0  | –––– | 1-0  | 0-1  | 1-2  |
| Sumqayıt    | 2-2  | 0-2  | 1-1  | 0-0  | 0-6  | 1-1  | 2-0  | –––– | 0-0  | 0-2  |
| Turan Tovuz | 0-1  | 0-2  | 0-2  | 2-0  | 0-1  | 1-3  | 2-2  | 1-0  | –––– | 1-3  |
| Zirə        | 0-3  | 1-7  | 2-1  | 2-2  | 1-0  | 1-0  | 1-3  | 0-0  | 2-1  | –––– |

### Partite (19-36)
|             | Nef  | Qar  | Qəb  | Kəp  | Sab  | Şam  | Səb  | Sum  | Tur  | Zir  |
| ----------- | ---- | ---- | ---- | ---- | ---- | ---- | ---- | ---- | ---- | ---- |
| Neftçi Baku | –––– | 2-4  | 1-2  | 2-2  | 1-0  | 1-1  | 3-0  | 2-0  | 4-0  | 1-0  |
| Qarabağ     | 1-1  | –––– | 3-0  | 3-1  | 1-1  | 3-1  | 3-0  | 1-2  | 3-1  | 2-2  |
| Qəbələ      | 0-0  | 1-3  | –––– | 1-1  | 0-3  | 2-0  | 4-2  | 2-1  | 1-2  | 2-1  |
| Kəpəz       | 1-3  | 1-1  | 2-2  | –––– | 0-3  | 3-2  | 1-0  | 0-1  | 1-0  | 1-1  |
| Sabah       | 2-0  | 2-1  | 3-2  | 2-0  | –––– | 1-0  | 4-0  | 4-0  | 0-2  | 0-0  |
| Şamaxı      | 0-1  | 0-1  | 0-0  | 1-1  | 2-1  | –––– | 2-1  | 0-0  | 0-1  | 0-3  |
| Səbail      | 1-1  | 0-3  | 2-2  | 1-0  | 2-1  | 1-0  | –––– | 0-1  | 1-1  | 2-0  |
| Sumqayıt    | 0-4  | 0-6  | 2-3  | 1-2  | 0-4  | 1-0  | 1-3  | –––– | 2-1  | 0-3  |
| Turan Tovuz | 4-0  | 2-3  | 1-1  | 2-0  | 0-2  | 1-1  | 2-2  | 2-3  | –––– | 0-2  |
| Zirə        | 1-1  | 0-1  | 2-2  | 1-1  | 0-2  | 2-2  | 3-1  | 3-1  | 1-3  | –––– |

## Statistiche

### Squadre

#### Capoliste solitarie
|    | —— | —— | ——    | ——    | ——      | ——      | ——      | ——      | ——      | ——      | ——      | ——      | ——      | ——      | ——      | ——      | ——      | ——      | ——      | ——      | ——      | ——      | ——      | ——      | ——      | ——      | ——      | ——      | ——      | ——      | ——      | ——      | ——      | ——      | ——      | —— |  |
|    |    |    | Sabah | Sabah | Qarabağ | Qarabağ | Qarabağ | Qarabağ | Qarabağ | Qarabağ | Qarabağ | Qarabağ | Qarabağ | Qarabağ | Qarabağ | Qarabağ | Qarabağ | Qarabağ | Qarabağ | Qarabağ | Qarabağ | Qarabağ | Qarabağ | Qarabağ | Qarabağ | Qarabağ | Qarabağ | Qarabağ | Qarabağ | Qarabağ | Qarabağ | Qarabağ | Qarabağ | Qarabağ | Qarabağ |    |  |
|    |    |    |       |       |         |         |         |         |         |         |         |         |         |         |         |         |         |         |         |         |         |         |         |         |         |         |         |         |         |         |         |         |         |         |         |    |  |
|    |    |    |       |       |         |         |         |         |         |         |         |         |         |         |         |         |         |         |         |         |         |         |         |         |         |         |         |         |         |         |         |         |         |         |         |    |  |
| 1ª | 2ª | 3ª | 4ª    | 5ª    | 6ª      | 7ª      | 8ª      | 9ª      | 10ª     | 11ª     | 12ª     | 13ª     | 14ª     | 15ª     | 16ª     | 17ª     | 18ª     | 19ª     | 20ª     | 21ª     | 22ª     | 23ª     | 24ª     | 25ª     | 26ª     | 27ª     | 28ª     | 29ª     | 30ª     | 31ª     | 32ª     | 33ª     | 34ª     | 35ª     | 36ª     |    |  |

### Individuali

#### Classifica marcatori
| Gol |  |  | Giocatore         | Squadra     |
| --- |  |  | ----------------- | ----------- |
| 22  |  |  | Ramil Şeydayev    | Qarabağ     |
| 21  |  |  | Musa Qurbanlı     | Qarabağ     |
| 17  |  |  | Emin Mahmudov     | Neftçi Baku |
| 17  |  |  | Joy-Lance Mickels | Sabah       |
| 16  |  |  | Rooney Eva        | Turan Tovuz |
| 16  |  |  | Oleksij Kaščuk    | Sabah       |
| 11  |  |  | Abdullahi Shuaibu | Kəpəz       |
| 10  |  |  | Davit Volk'ovi    | Sabah       |
| 9   |  |  | Isnik Alimi       | Qəbələ      |